# Anna the Adventuress
Anna the Adventuress er en britisk stumfilm fra 1920 af Cecil M. Hepworth.

## Medvirkende
- Alma Taylor som Anna / Annabel Pelissier
- Jean Cadell som Nellie Bates
- James Carew som Montagu Hill
- Gerald Ames som Nigel Ennison
- Gwynne Herbert